# Xolotl
Xolotl (nah. Szolotl) – bóg Azteków i innych plemion im pokrewnych, strażnik podziemnego świata umarłych Mictlan.
Bliźniaczy brat Quetzalcoatla który stał się Xolotlem, w postaci psa któremu z powodu płaczu wypadły oczy z oczodołów i oślepł, przez to mógł  lepiej widzieć w ciemności. Wtedy zstąpił do piekła Mictlan skąd wykradł kości umarłych z których powstała ludzkość.  
Z tym związany jest zwyczaj częstego wkładania umarłym do grobu psa, zwłaszcza w wierzeniach Indian Otomi. 
U Zapoteków odprowadzający ludzi w zaświaty opiekun lub przewodnik zmarłych rozłupujący ziemię w celu odnalezienia najlepszej drogi do podziemnego świata, także bóg piorunów.
Patron gry ulama będącej w czasach Azteków w istocie krwawym obrzędem religijnym. Przedstawiany był zwykle jako człowiek (często przypominający ludzki szkielet) z głową psa. Matką Quetzalcoatla i Xolotla była bogini-dziewica Coatlicue.
Xolotl był także bóstwem 17 dnia miesiąca (Ollin) według kalendarza azteckiego.